# 4602-es busz
A 4602-es jelzésű autóbuszvonal helyközi autóbuszjárat Kunszentmárton és Gyöngyös között, melyet a Volánbusz Zrt. lát el.

## Közlekedése
A járat Kunszentmártont és Gyöngyöst köti össze. Menetideje kicsivel több mint 1 és 4 óra között változik a különböző útvonalak miatt. A járat átszeli az Alföldet, betér több alföldi város autóbusz-állomására, megáll kisebb községek, települések autóbusz-várótermeinél, központjában is, nem autópályán halad (a két település közt tulajdonképpen se autópálya, se vasút nincs).
Munkaszüneti napok kivételével naponta egy járatpár szállítja az utasokat Kunszentmárton-Jászberény és Gyöngyös-Kunszentmárton között . Munkaszüneti napokon rövidebb útvonalon, Szolnok-Jászberény és Gyöngyös-Szolnok között közlekedik. Korábban az 1515-ös busz menetrendi mezőjében szerepelt, Kunszentmárton és Gyöngyös között közlekedett mindkét irányban.

## Megállóhelyei
| 0  | Kunszentmárton, autóbusz-állomás végállomás | 60 | 1085, 1087, 1515, 1518, 4621, 4623, 4776, 4777, 4781, 4782, 4783, 4785, 4786, 4855, 5109, 5122, 5208, 5209 |
| 1  | Cserkeszőlő, autóbusz-váróterem             | 59 | 1085, 1087, 1515, 1518, 4621, 4777, 4781, 4785, 4786, 5208, 5211 |
| 2  | Cserkeszőlő, posta                          | 58 | 1515, 1518, 4621, 4777, 5208, 5211 |
| 3  | Cserkeszőlő, Boldogság-sziget               | 57 | 4621, 4777, 5208 |
| ∫  | Tiszakürt, községháza                       | 56 | 1085, 1087, 1518, 4621, 4777, 4781, 5208, 5211 |
| ∫  | Tiszainoka, vegyesbolt                      | 55 | 1518, 4621, 4781 |
| ∫  | Tiszainoka, Attila út 92.                   | 54 | 1518, 4621, 4781, 4785 |
| 4  | Tiszainokai, elágazás                       | ∫  | 1515, 4621 |
| 5  | Nagyrévi, elágazás                          | 53 | 1515, 1518, 4621 |
| 6  | Cibakháza, Bánomszőlő                       | 52 | 1515, 1518, 4621, 5211 |
| 7  | Cibakháza, autóbusz-forduló                 | 51 | 1518, 4620, 4621, 4794 |
| 8  | Cibakháza, malom                            | 50 | 1515, 1518, 4620, 4621, 4794, 5211 |
| 9  | Homok, vasútállomás elágazás                | 49 | 1515, 1518, 4620, 4621, 4794, 5211 személyvonat |
| 10 | Tiszaföldvár, Ószőlő                        | 48 | 1518, 4620, 4621, 4794 |
| 11 | Tiszaföldvár, autóbusz-állomás              | 47 | 1515, 1518, 4620, 4621, 4775, 4794, 5211 |
| 12 | Tiszaföldvár, Rákóczi utca                  | 46 | 4620, 4621, 4794 |
| 13 | Tiszaföldvár, városháza                     | 45 | 1515, 1518, 4620, 4621, 4775, 4794, 5211 |
| 14 | Martfű, téglagyár                           | 44 | 1518, 4620, 4621, 4794 |
| 15 | Martfű, újtelep                             | 43 | 1518, 4620, 4621, 4794, 5211 |
| 16 | Martfű, autóbusz-váróterem                  | 42 | 1515, 1518, 4620, 4621, 4623, 4624, 4794, 4795, 5211 |
| 17 | Martfű, vasútállomás                        | 41 | 1515, 1518, 4620, 4621, 4623, 4794, 4795 személyvonat |
| 18 | Martfű, kengyeli elágazás                   | 40 | 4620, 4621, 4623, 4794, 4795 |
| 19 | Martfű, Heineken Hungária Zrt.              | 39 | 4620, 4621, 4623 |
| 20 | Rákócziújfalu, Napsugár út                  | 38 | 1518, 4620, 4621, 4623 |
| 21 | Rákócziújfalu, Petőfi út                    | 37 | 1515, 1518, 4620, 4621, 4623 |
| 22 | Rákóczifalva, Nyár utca                     | 36 | 4620, 4621, 4623 |
| 23 | Rákóczifalva, Napfény étterem               | 35 | 1515, 1518, 4620, 4621, 4622, 4623 |
| 24 | Szolnok, Repülőtér bejárati út              | 34 | 7Y, 8, 28 1515, 1518, 4620, 4621, 4622, 4623 |
| 25 | Szolnok, Bevásárló park                     | 33 | 7, 7Y, 8, 8Y, 27, 28, 41 4620, 4621, 4622, 4623 |
| ∫  | Szolnok, Tiszaliget                         | 32 | 6, 6Y, 7, 7Y, 8, 8Y, 17, 27, 28, 37 1468, 4607, 4609, 4610, 4611, 4612, 4613, 4614, 4616, 4617, 4618, 4619, 4620, 4621, 4622, 4623 |
| 26 | Szolnok, autóbusz-állomás végállomás        | 31 | 3, 4A, 10, 12, 15, 23, 24, 24A, 32, 33 532, 533, 534, 538, 553, 1077, 1377, 1464, 1466, 1467, 1468, 1469, 1515, 1517, 1518, 4600, 4601, 4603, 4605, 4606, 4607, 4608, 4609, 4610, 4611, 4612, 4613, 4614, 4616, 4617, 4618, 4619, 4620, 4621, 4622, 4623, 4630, 4632, 5206                                                                        |
| 27 | Szolnok, TIGÁZ                              | 30 | 1466, 1467, 1469, 1515, 4600, 4601, 4603 |
| 28 | Szolnok, Szoltisz                           | 29 | 10, 12, 31 1466, 1467, 1469, 1515, 4600, 4601, 4603 |
| 29 | Szolnok, Transzformátortelep                | 28 | 1469, 4600, 4601, 4603 |
| 30 | Zagyvarékas, újtelep                        | 27 | 1469, 4600, 4601, 4603 |
| 31 | Zagyvarékas, Községháza                     | 26 | 1466, 1469, 1515, 4600, 4601, 4603 |
| 32 | Újszász, Zagyva-híd                         | 25 | 1466, 1467, 1469, 1515, 4601, 4603, 4660 |
| 33 | Szászberek, Kossuth út                      | 24 | 1466, 1467, 1469, 1515, 4601, 4660 |
| 34 | Szászberek, akkumulátor gyár                | 23 | 1466, 1467, 1469, 4601, 4660 |
| 35 | Szászberek, vasúti megállóhely              | 22 | 1467, 1469, 4601, 4660 személyvonat |
| 36 | Jászalsószentgyörgy, községháza             | 21 | 1078, 1466, 1467, 1469, 1515, 4601, 4659, 4660, 4662 |
| 37 | Jánoshida, Túláti elágazás                  | 20 | 1466, 1467, 1469, 1515, 4601, 4660, 4662 |
| 38 | Alattyán, községháza                        | 19 | 1078, 1466, 1467, 1469, 1515, 4601, 4660, 4662, 4663 |
| 39 | Pusztamizsei elágazás                       | 18 | 1466, 1467, 1469, 1515, 4601, 4660, 4662, 4663 |
| 40 | Jásztelek, községháza                       | 17 | 1078, 1466, 1467, 1469, 1515, 4601, 4660, 4662, 4663 |
| 41 | Jászberény, jászteleki elágazás             | 16 | 1 1078, 1466, 1469, 1515, 4601, 4655, 4660, 4662, 4663 |
| 42 | Jászberény, Szabadság tér                   | 15 | 1 1070, 1075, 1076, 3424, 3443, 3669, 4601, 4653, 4654, 4655, 4659, 4660, 4662, 4663 |
| 43 | Jászberény, autóbusz-állomás végállomás     | 14 | 1, 2A 498, 499, 503, 523, 1070, 1075, 1076, 1077, 1078, 1348, 1362, 1376, 1443, 1466, 1467, 1469, 1515, 3424, 3443, 3667, 3669, 3671, 4601, 4650, 4651, 4653, 4654, 4655, 4659, 4660, 4662, 4663, 4681, 4685, 4686 |
| ∫  | Jászberény, Túzok utca                      | 13 | 1077, 1078, 1348, 1467, 1469, 3667, 3671, 4650, 4651, 4681, 4685, 4686 |
| ∫  | Jászberény, Gyöngyösi út                    | 12 | 1 1467, 1469, 3667, 3671, 4650, 4651, 4681, 4685, 4686 |
| ∫  | Jászberény, Transzformátortelep             | 11 | 1469, 3671, 4650 |
| ∫  | Négyszállás                                 | 10 | 1469, 3671, 4650 |
| ∫  | Jászárokszállás, Ipari Park                 | 9  | 1348, 1469, 3667, 3671, 4650, 4653, 4658 |
| ∫  | Jászárokszállás, Jászágói út                | 8  | 1469, 3671, 4650, 4653, 4658 |
| ∫  | Jászárokszállás, városháza                  | 7  | 1063, 1348, 1469, 1515, 3667, 3670, 3671, 3688, 4650, 4653, 4658 |
| ∫  | Jászárokszállás, malom                      | 6  | 1063, 1348, 1469, 3670, 3671, 4653 |
| ∫  | Vámosgyörk, vasútállomás                    | 5  | 1063, 1348, 1469, 1515, 3670, 3671, 3673, 3697, 4653 személyvonat, expresszvonat, InterCity, Agria InterRégió, Mátra InterRégió |
| ∫  | Vámosgyörk, szociális otthon                | 4  | 1063, 1348, 1469, 3670, 3671, 3673, 3697, 4653 |
| ∫  | Atkár, autóbusz-váróterem                   | 3  | 1063, 1348, 1469, 1515, 3612, 3670, 3671, 3673, 3697, 4653 |
| ∫  | Gyöngyöshalász, bejárati út                 | 2  | 1348, 1469, 1515, 3612, 3670, 3671, 3673, 3697, 4653 |
| ∫  | Gyöngyös, toronyház                         | 1  | 1040, 1044, 1045, 1046, 1049, 1050, 1054, 1066, 1068, 1069, 1348, 1427, 1469, 1515, 3448, 3604, 3612, 3650, 3652, 3670, 3671, 3675, 3676, 3679, 3697, 4653 |
| ∫  | Gyöngyös, autóbusz-állomás végállomás       | 0  | 1A 1040, 1044, 1045, 1046, 1049, 1050, 1054, 1066, 1068, 1069, 1301, 1305, 1308, 1348, 1427, 1469, 1515, 3445, 3448, 3457, 3471, 3492, 3604, 3612, 3650, 3651, 3652, 3655, 3656, 3660, 3661, 3662, 3663, 3664, 3665, 3666, 3670, 3671, 3673, 3675, 3676, 3677, 3678, 3679, 3680, 3681, 3685, 3688, 3691, 3693, 3694, 3696, 3697, 3698, 3699, 4653 |